# Aux lions les chrétiens
Pour plus de détails, voir Fiche technique et Distribution.
Aux lions les chrétiens est un film muet français réalisé par Louis Feuillade et sorti en 1911.

## Fiche technique
- Réalisation et scénario : Louis Feuillade
- Société de production : Société des Établissements L. Gaumont
- Pays de production : France
- Format : Muet - Noir et blanc - 1,33:1 - 35 mm
- Métrage : 276 m
- Genre : Drame et historique
- Durée : 9 minutes
- Date de sortie : 
  - France : 25 novembre 1911

## Distribution
- Renée Carl
- René Navarre
- Alice Tissot